# Iso-Vietonen
Iso-Vietonen med Vähä-Vietonen är en sjö i Finland. Den ligger i kommunen Övertorneå i landskapet Lappland, i den norra delen av landet, 700 km norr om huvudstaden Helsingfors. Iso-Vietonen ligger 91,8 meter över havet. Den är 20,39 meter djup. Arean är 35,38 kvadratkilometer och strandlinjen är 51 kilometer lång. Sjön  ingår i Torne älvs huvudavrinningsområde.   Den sträcker sig 9,7 kilometer i nord-sydlig riktning, och 12,4 kilometer i öst-västlig riktning.
Vid sjöns östra sida finns en rastplats med en markering av norra polcirkeln, som ligger vid 66°35′41″N 24°40′40″Ö / 66.59472°N 24.67778°Ö, en approximation med några kilometers noggrannhet.
I sjön finns öarna Himotussaari och Koivusaari. Kaaranneskoski är en tidigare fors, nu vattenkraftverk, genom vilken sjön har sitt utlopp till Miekojärvi i väster. Sjöar från vilka Iso-Vietonen har tillflöde är den lilla Jolanginjärvi, en sjö strax norr om Vähä-Vietonen. En annan är den större Raanujärvi som ligger åt nordöst och österut finns Palolompolo som tillför vatten genom Palojoki. Salmivaara är en kulle belägen söder om sundet mellan Iso- och Vähä-Vietonen.

## Klimat

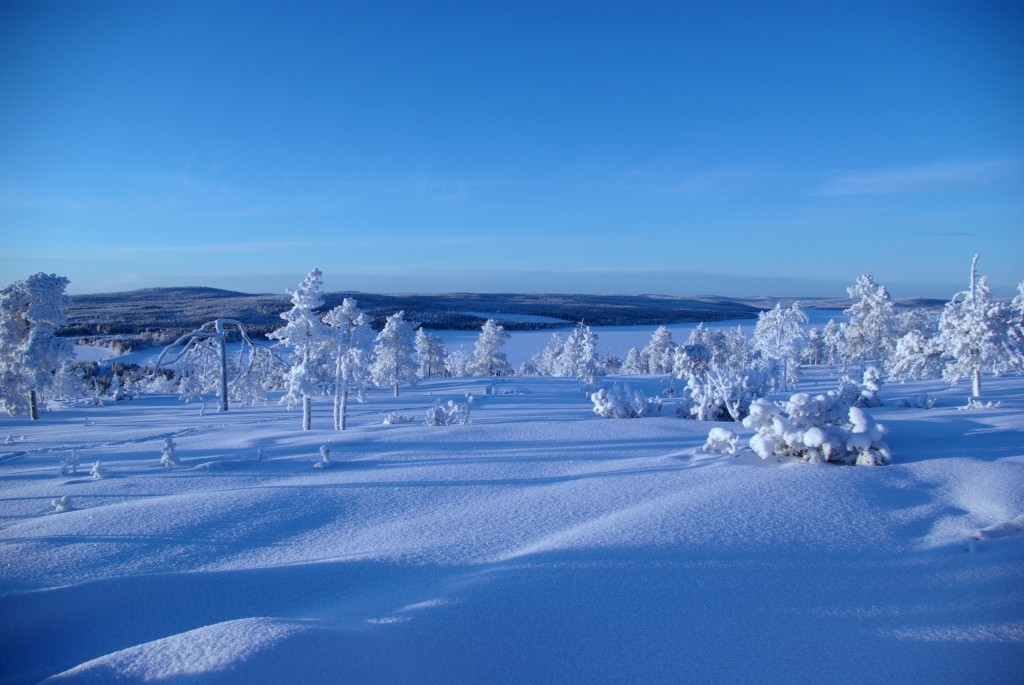
Iso-Vietonen bortom myrtallarna sedd från berget Liinankivaara söder om sjön 26 januari 2008